# Leptophobia
Leptophobia es un género de mariposas de la familia Pieridae.

## Descripción
Especie tipo por designación original Pieris eleone Doubleday, E, 1847.

## Diversidad
Existen 18 especies reconocidas en el género, todas ellas tienen distribución neotropical, desde México hasta Brasil.

## Plantas hospederas
Las especies del género Leptophobia se alimentan de plantas de las familias Brassicaceae, Tropaeolaceae, Solanaceae. Las plantas hospederas reportadas incluyen los géneros Brassica, Tropaeolum, Cleome, Solanum, Rorippa, Podandrogyne.